# Suffragette
Pour le film portant ce nom en anglais, voir Les Suffragettes.
Ne doit pas être confondu avec Suffragists.

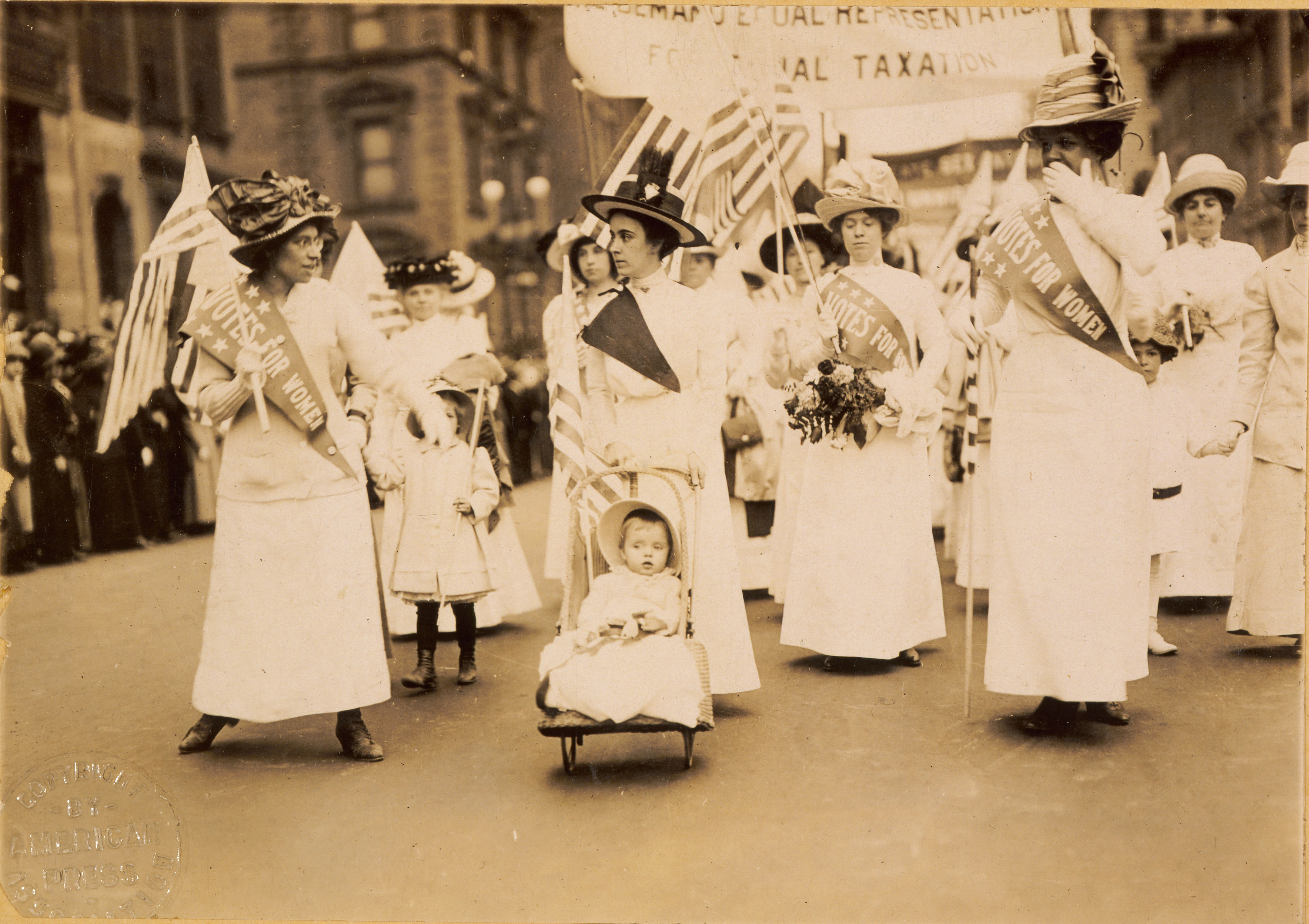
Défilé de suffragettes, New York, 6 mai 1912.

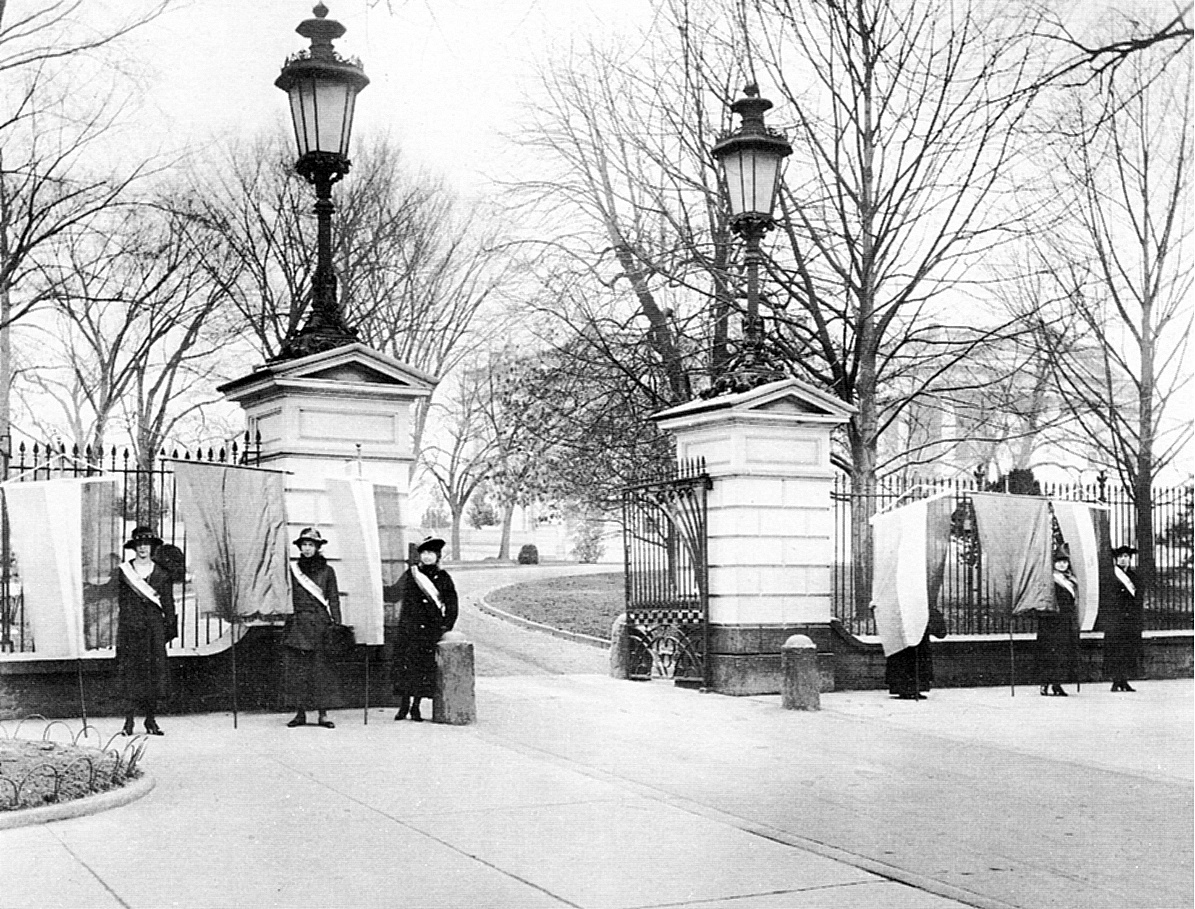
Suffragettes menant un piquet le long des grilles de la Maison-Blanche, janvier 1917.

Les suffragettes sont des militantes britanniques qui, au Royaume-Uni au tout début du XXe siècle, revendiquaient le droit de vote des femmes.
Les modes d’action de la Women's Social and Political Union, fondés sur la provocation, rompent alors avec la bienséance qui avait jusque là dominé chez les suffragistes. Le sens de ce terme est parfois étendu jusqu'à l’ensemble des militantes pour le droit de vote des femmes dans le monde anglophone[réf. souhaitée]. 
Le terme suffragette, utilisé alors par la presse[réf. souhaitée], visait clairement, par l'utilisation du suffixe diminutif « -ette », à minorer ces femmes et leur engagement
.
D'aucunes et d'aucuns promeuvent aujourd'hui son remplacement par « suffragiste », dénué de cette connotation et donc jugé plus approprié pour une approche historique objective[réf. nécessaire].
En 1918, les femmes britanniques obtinrent de pouvoir voter à partir de 30 ans. C'est en 1928 qu'elles purent, comme les hommes l'étaient depuis longtemps[Quand ?], voter dès 21 ans.

## Histoire

### Contexte historique
Avant la Première Guerre mondiale, les femmes n'ont pas le droit de vote que dans quelques pays et dépendances : la Nouvelle-Zélande depuis 1893, l'Australie depuis 1901, la Finlande depuis 1906, la Norvège depuis 1913, quelques États américains.
Au cours du XIXe siècle, quelques lentes avancées concernant les droits de femmes avaient été gagnées[Où ?] : le droit des femmes mariées de disposer de leurs biens propres, le droit de vote dans certaines élections mineures, le droit de faire partie du conseil d'administration d'une école[Quand ?].

### Premiers combats
En 1832, en Grande-Bretagne est lancée la première pétition féministe présentée au Parlement en 1851 demandant le droit de vote des femmes[pas clair],,.

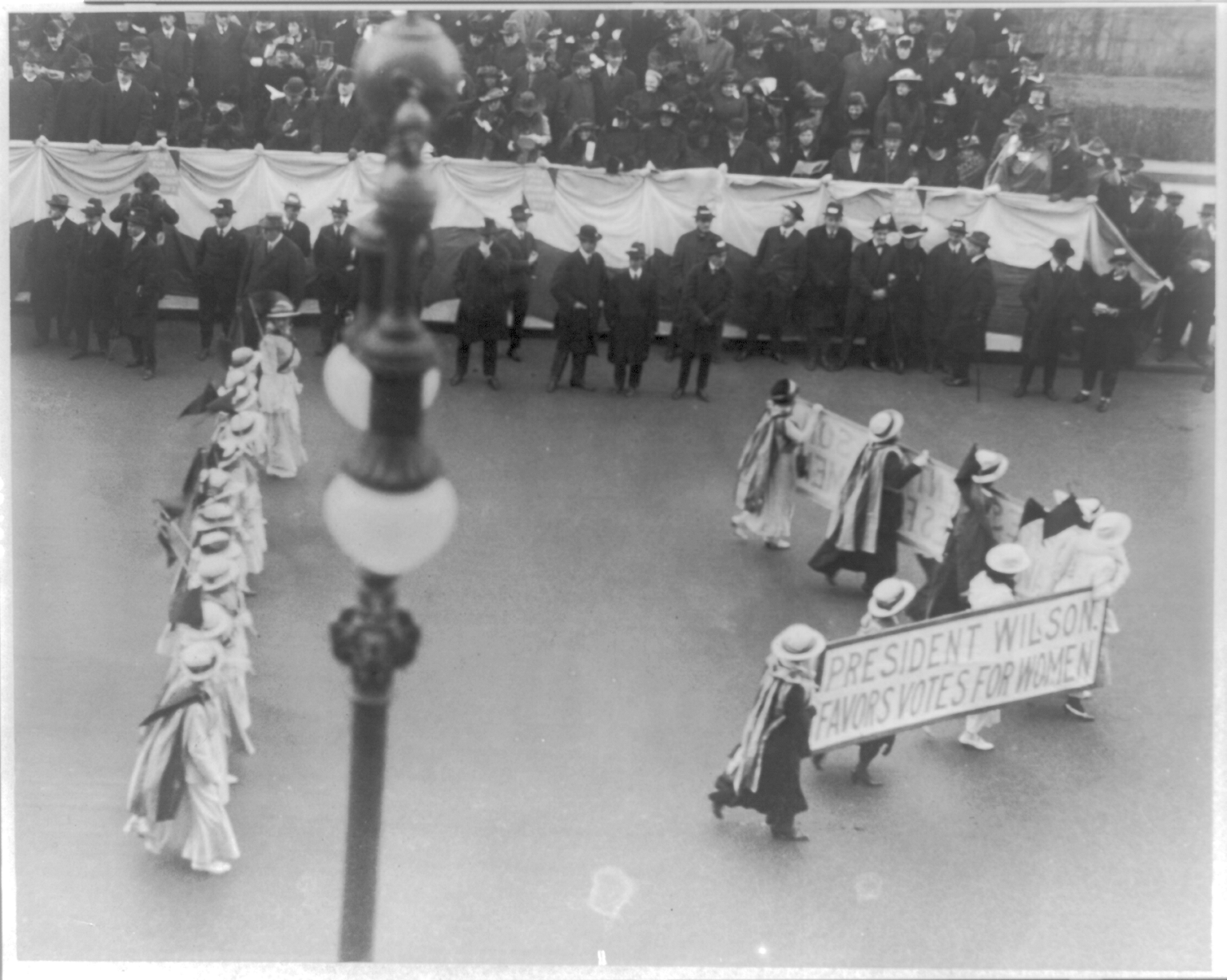
Suffragettes brandissant à New York des pancartes demandant au président Woodrow Wilson de soutenir le droit de vote des femmes, en 1916, en pleine Première Guerre mondiale.

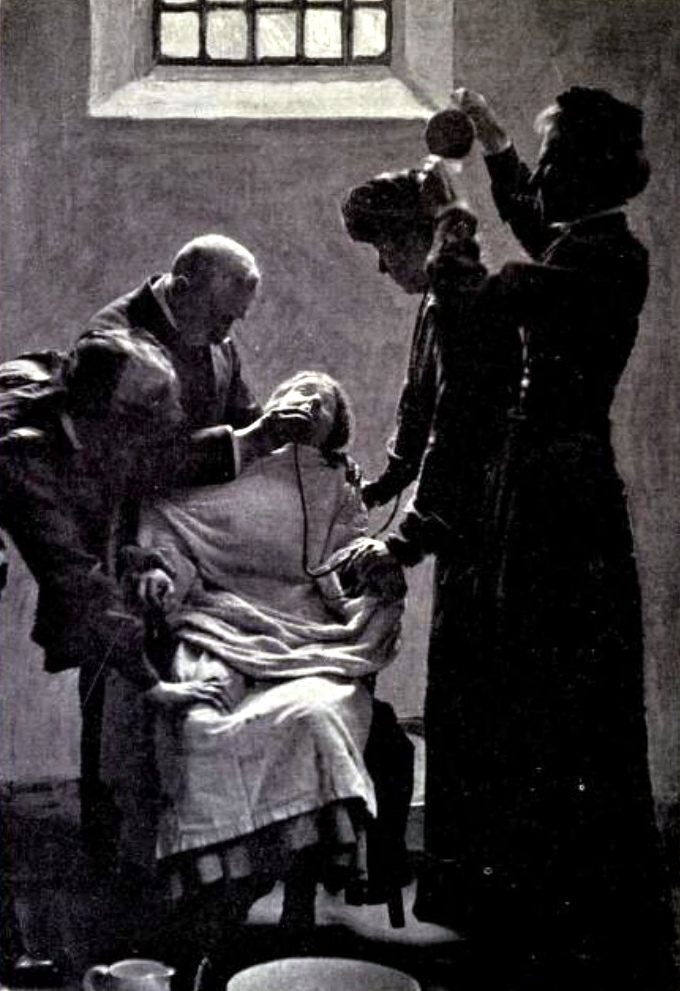
Suffragette nourrie de force en prison (Royaume-Uni, 1911).

En 1873, aux États-Unis, Lillie Devereux Blake intervient devant la Commission constitutionnelle de New York en faveur du vote des femmes. Avec Matilda Joslyn Gage, elle signe la Déclaration des droits des femmes du centenaire de 1876.
En 1876, en France, Hubertine Auclert fonde la société Le Droit des femmes, qui soutient le droit de vote des femmes. Elle devient en 1883 Le Suffrage des femmes.
Au Royaume-Uni, en 1897, Millicent Fawcett fonde la National Union of Women's Suffrage Societies, afin d'obtenir le droit de vote pour les femmes. Espérant y parvenir par des moyens pacifiques, Fawcett donne des arguments pour convaincre les hommes politiques, seuls à avoir le pouvoir de l'octroyer. Elle met par exemple en évidence que les femmes devaient obéir aux lois et donc devraient avoir le droit de participer à leur élaboration.
En 1903, Emmeline Pankhurst fonde la Women's Social and Political Union (WSPU) et avec ses trois filles Christabel, Sylvia et Adela ainsi qu'un groupe de femmes britanniques rapidement nommées suffragettes, commença une bataille plus violente pour obtenir l'égalité entre hommes et femmes.
En 1905, Christabel et Annie Kenney sont arrêtées pour avoir crié des slogans en faveur du vote féminin lors d'une réunion politique du Parti libéral. Elles choisissent l'incarcération plutôt que de payer l'amende. C'est le début d'une suite d'arrestations suscitant une sympathie grandissante du public pour les suffragettes. Celles-ci se mettent à incendier des institutions symboles de la suprématie masculine qu'elles contestent, comme une église ou un terrain de golf réservé aux hommes. En 1908, au Parlement britannique, Muriel Matters et Helen Fox s'enchaînent à la grille de la galerie des Dames, afin d'obscurcir la salle des travaux parlementaires. Pour les détacher, il faudra démonter cette grille. Winston Churchill, alors ministre de l'Intérieur (1910-1911), se proclame favorable au droit de vote des femmes, tout en refusant de céder aux actions illégales ; il ne s'oppose donc pas à la multiplication des arrestations.
Des grèves de la faim s'ensuivent dans les prisons. La police tente d'alimenter de force les récalcitrantes et le gouvernement répondit, sans succès, avec la loi Cat and Mouse Act, officiellement The Prisoners (Temporary Discharge for Ill Health) Act 1913) : lorsqu'une gréviste de la faim devenait trop faible, elle était relâchée, puis réincarcérée une fois sa vie hors de danger.
Les suffragettes ont ce qu'elles considèrent comme leur première martyre, en 1913, quand Emily Davison est tuée en tentant d'accrocher une écharpe, en signe de protestation, autour du cou du cheval du roi George V, qui participait au derby d'Epsom.

### Pause et victoire

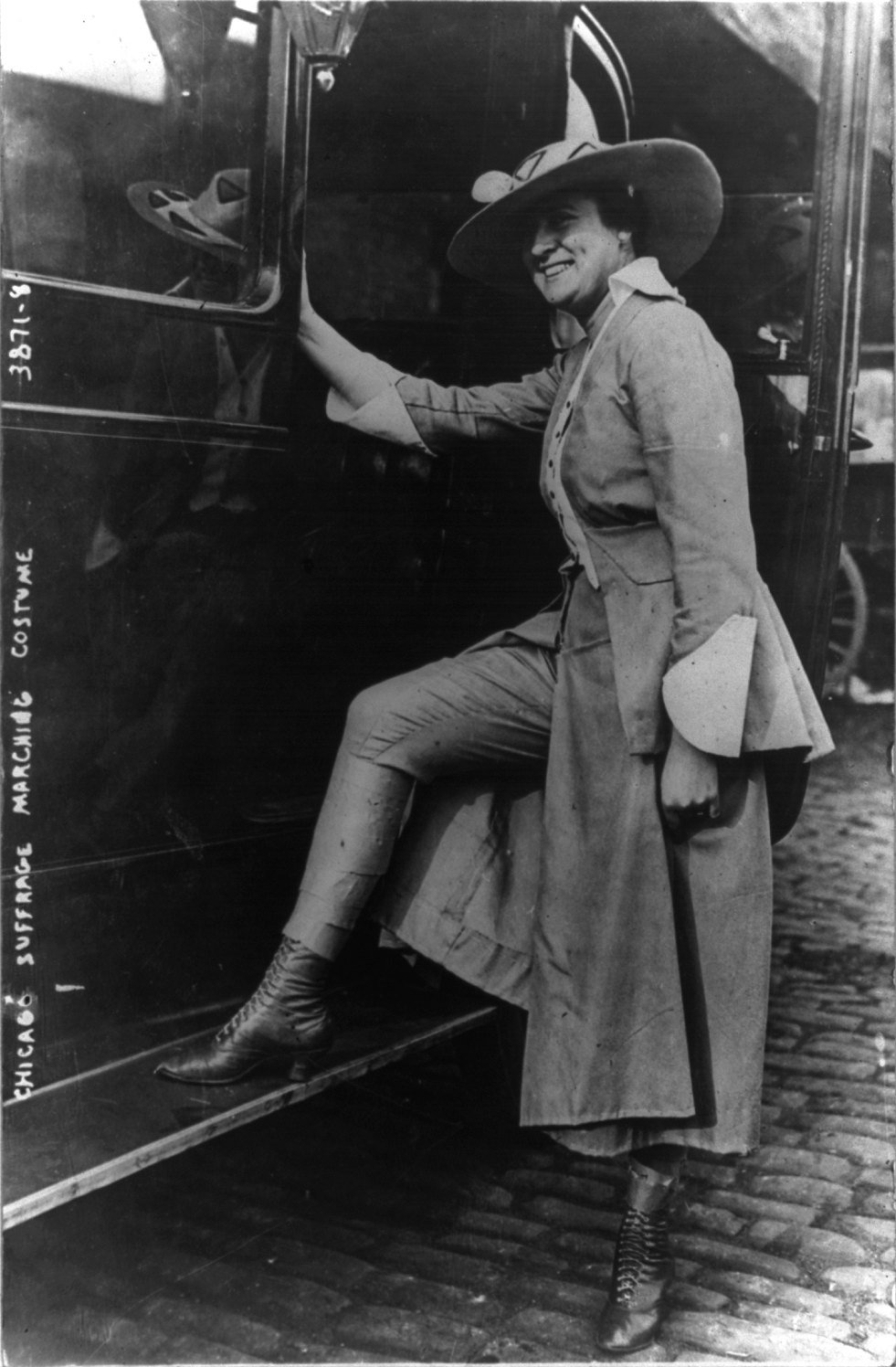
Suffragette portant un pantalon sous sa jupe ; costume dit « de marche » porté pour la parade des suffragettes du 6 juin 1916 à Chicago.

La Première Guerre mondiale a pour conséquence une importante pénurie de main-d'œuvre masculine liée à la mobilisation et amène les femmes à occuper des emplois traditionnellement masculins. Cela provoque une remise en question des capacités des femmes au travail. La guerre cause une rupture au sein du mouvement des suffragettes. D'une part, le courant dominant représenté par le WSPU d'Emmeline et Christabel Pankhurst appelle à un « cessez-le-feu » dans leur campagne tant que dure le conflit, et d'autre part des suffragettes plus radicales, représentées par le Women's Suffrage Federation de Sylvia Pankhurst, proche des marxistes, appellent à la poursuite des hostilités. Le courant majoritaire participe avec enthousiasme aux campagnes de recrutement pour l'armée, et mène une tournée de distribution de fleurs, symboles de couardise, dans la rue, à des hommes en âge de se battre qui ne se sont pas engagés.
En 1918, le Parlement du Royaume-Uni vote une loi (the Representation of the People Act 1918) accordant le droit de vote aux femmes de plus de 30 ans propriétaires terriennes ou locataires - ou dont le conjoint l'est - ayant un loyer annuel supérieur à 5 £, ainsi que les diplômées d'universités britanniques. En 1928, les conditions de vote pour les femmes sont alignées sur celles des hommes (droit de vote à 21 ans).
Le Royaume-Uni est le huitième pays à octroyer le droit de vote aux femmes. Les États-Unis, sur le plan fédéral, l'adoptent en 1919. En France, les femmes n'eurent ce droit qu'en 1944, à la fin de la Seconde Guerre mondiale.

### Diversité du mouvement au Royaume-Uni
Le mouvement pour le droit de vote des femmes n'était pas monolithique et était parcouru par diverses tendances. La plus évidente distingue les suffragettes de la Women's Social and Political Union (WSPU), qui prône la violence comme moyen d'action afin d'attirer l'attention des médias et le soutien du public en mettant en avant le sacrifice de ses militantes, et la plupart des autres organisations, les suffragistes, qui sont légalistes. La Women's Freedom League (WFL) rejoint l'analyse politique radicale de la WSPU mais s'en éloigne en utilisant des méthodes d'action non-violentes (refus de payer l'impôt, militantes qui s'enchaînent d'elles-mêmes aux grilles du Parlement, etc.). Fondé en 1907, la WFL est d'ailleurs une scission de la WSPU, 77 militantes le quittant pour protester contre l'autoritarisme de la famille Pankhurst dans la direction du mouvement.
Qu'on parle de suffragettes ou de suffragistes, la cause du droit de vote réunissait des femmes aux visions politiques et sociétales divergentes, entre les bourgeoises conservatrices, les libérales et les militantes socialistes. Les suffragistes se retrouvent sur un combat commun mais sont divisées en de multiples associations structurées autour de bases religieuses, politiques, professionnelles ou encore géographiques : ainsi l'Actresses' Franchise League (en) qui regroupe des actrices, la Jewish League for Woman Suffrage (en) des membres de la communauté juive ou encore la Teignmouth Suffrage Society qui accueille des femmes de la petite station balnéaire de Teignmouth. Cependant, la plupart des associations suffragistes étaient affiliées à l'organisation légaliste National Union of Women's Suffrage Societies (NUWSS), tandis que les groupes de suffragettes (WSPU et WFL) maillaient le pays de sections qui en étaient directement dépendantes.

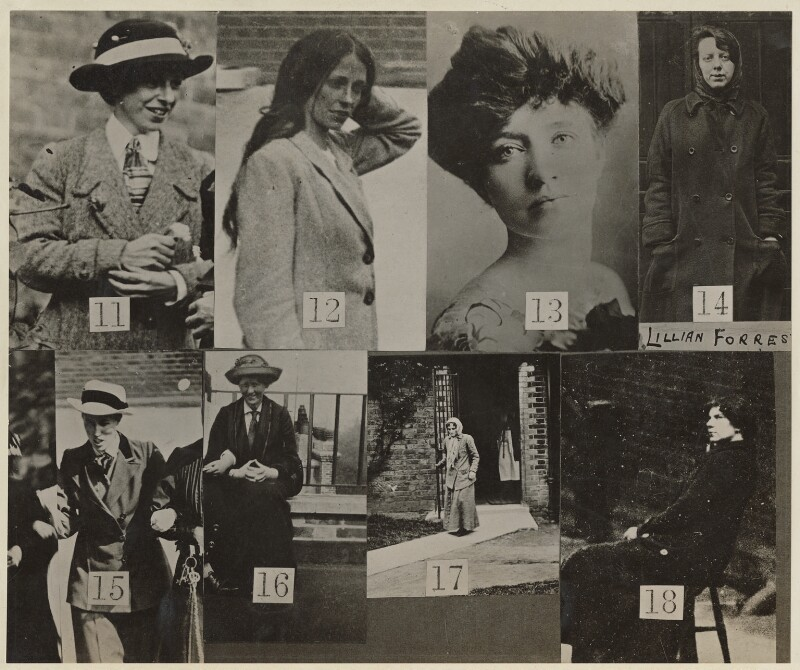
Suffragistes britanniques fichées par la police, 1914. 11 : Mary Richardson, 12 : Lilian Lenton, 13 : Kitty Marion, 14 : Lillian Forrester, 15 : Miss Johansson, 16 : Clara Giveen, 17 : Sarah Jane Baines, 18 : Miriam Pratt.

Dans les années 1900, les associations ne sont en général pas affiliées à des partis politiques. Cette distance s'explique par le souvenir des premières militantes, qui n'ont pas oublié le dédain que leurs revendications rencontraient dans les instances partisanes. Par ailleurs, ne pas afficher de couleur politique permettait de transcender, par la question du droit de vote, des opinions politiques généralement opposées. L'apolitisme affiché des associations n'empêchait toutefois pas de les cataloguer comme plutôt conservatrices, libérales ou socialistes. Comme le note l'historienne Myriam Boussahba-Bravard, « tout un chacun pouvait trouver "chaussure à son pied" dans le mouvement suffragiste ». La question du droit de vote produit par ailleurs une nouvelle idéologie qui unit des militantes pourtant diverses, car leur campagne « mettait en application une théorie de l’activisme à l'usage des femmes de toutes classes, de tous âges et de toutes appartenances politiques qui, jusqu’alors, n’avaient pas été systématiquement politisées », notamment à l'acmé du mouvement, en 1910, alors que la presse n'est désormais plus majoritairement hostile à l'égard des suffragistes.
Pourtant, la règle extra-partisane finit par se briser. Ainsi, la Conservative and Unionist Women's Franchise Association (en) fondée en 1908 est liée au Parti conservateur et ne défend pas le suffrage universel mais simplement un suffrage censitaire qui serait étendu aux femmes. En 1912, lorsque Millicent Fawcett du NUWSS se rapproche du Parti travailliste, sa décision provoque des critiques des suffragistes libérales, comme Eleanor Rathbone, qui quitte l'association. Avec l'obtention du droit de vote et d'éligibilité en 1918, un certain nombre de militantes s'engageront dans des partis politiques, certaines se présentant sous une bannière partisane aux élections législatives qui se tiennent la même année, mettant fin à l'unanimisme de façade du mouvement pour le droit de vote des femmes.

### Méthodes «terroristes»
Les suffragettes ont parfois eu recours à des méthodes assimilées par certains historiens à du terrorisme. Si certains réfutent ce terme et lui préfèrent le qualificatif de « vandalisme », arguant du fait que les propriétés et bâtiments que des suffragettes ont détruits ou incendiés étaient vides (il y en eut 250 en 6 mois en 1913), l'historien Simon Webb rappelle que Mary Leigh et d'autres suffragettes ont mis le feu à un théâtre, avant d'y faire exploser une bombe, alors que des gens étaient à l'intérieur. Elles ne furent cependant pas accusées de terrorisme, car ce crime n'existait pas à l'époque, et furent poursuivies pour avoir « causé une explosion de nature à mettre en danger la vie d'autrui ».
Les suffragettes britanniques ont surtout eu recours aux attaques à la bombe à partir de 1912, en ciblant notamment des lieux touristiques et des églises dont la Tour de Londres, l'abbaye de Westminster, la cathédrale Saint-Paul, la Banque d'Angleterre, causant notamment des dommages à des pièces exposées au British Museum et à la National Gallery,. En 1913, la militante Emily Davison fait sauter une bombe au domicile du chancelier David Lloyd George,. La bombe ayant soufflé les vitraux de la cathédrale de Lisburn en 1914, attribuée aux suffragettes, représente à la fois la première explosion de bombe du XXe siècle en Irlande, précédant celles de l'IRA, et la dernière bombe posée par les suffragettes : elle explosa le jour de l'entrée en guerre du Royaume-Uni, après quoi la plupart des suffragettes stoppèrent leurs activités et s'impliquèrent dans l'effort de guerre.
L'historienne Fern Riddell a étudié les activités des suffragettes et a établi que, bien qu'elles aient principalement ciblé des biens matériels pour attirer l'attention sur leur cause, certaines actions violentes ont eu lieu, notamment des attaques incendiaires. L'utilisation de courriers contenant des substances dangereuses, comme le phosphore, reste controversée et n’est pas documentée comme une pratique courante ou systématique. Riddell affirme qu'en 1913, les suffragettes menaient une campagne militante radicale qui, selon les critères modernes, pourrait être décrite comme une forme de terrorisme, bien que les suffragettes aient évité de blesser ou de tuer des personnes. Elle cite également des documents d'époque où la police et les médias qualifiaient leurs actions de « règne de terreur » ou de « terrorisme suffragette », reflétant ainsi les perceptions contemporaines de leurs actions. Fern Riddell suggère que dans les années suivant leurs campagnes, certaines suffragettes auraient tenté de minimiser ou d'effacer de leurs récits les aspects les plus violents de leur lutte dans les ouvrages mémoriels.

## Dans les arts et la culture populaire

### Filmographie

#### Cinéma
- 1913 :
  - Den moderna suffragetten, Miss Spratt est une suffragette qui exalte l'enthousiasme.
  - Die Suffragette, raconte l'histoire d'une suffragette qui rencontre un homme politique hostile au mouvement.
- 1914 : The Suffragette's Battle in Nuttyville de Christy Cabanne.
- 1956 : La VRP de choc, le personnage principal est une suffragette.
- 1964 : Winifred Banks, personnage de Mary Poppins, est membre du parti suffragiste d'Emmeline Pankhurst pour le droit de vote des femmes. Elle entonne la chanson Les Sœurs suffragettes à l'occasion du mouvement.
- 1965 :
  - Cora Templeton Massingale, personnage Sur la piste de la grande caravane, croit aux droits des femmes.
  - Maggie DuBois, héroïne de La Grande Course autour du monde, est une journaliste suffragette.
- 2004 : Iron Jawed Anges, dépeint les événements du mouvement suffragiste américain, vers les années 1910, se concentrant sur les carrières d'Alice Paul et Lucy Burns.
- 2008 : The 39 Steps met en scène le personnage de Victoria Sinclair, qui est à la fois espionne et suffragette.
- 2015 : Les Suffragettes, est centré sur le mouvement suffragiste britannique pour le droit de vote pour les femmes au début du XXe siècle[17],[18].
- 2020 : Enola Holmes raconte les aventures d'une jeune fille qui part à la recherche de sa mère disparue, devenue suffragette à Londres[19].

#### Télévision

##### Documentaire
- 2001 : Les Suffragettes, ni paillassons, ni prostituées, un documentaire de 52 minutes, réalisé par Michèle Dominici[20].

##### Série télévisée
- 2006 : Cold Case : Affaires classées, saison 4, épisode 21 : l'unité enquête sur la mort suspecte d'une femme en 1919, suffragette et militante pour les droits des femmes.

### Jeu vidéo et de société
- Le jeu de plateau Suffragetto, publié en 1908 par la WSPU.

### Littérature

#### Bande dessinée
- Trilogie graphique Suffrajitsu, qui dépeint les aventures de la société Bodyguard pour Women's Social and Political Union[21],[18].

#### Roman
- Le roman de Gertrude Colmore, Suffragette Sally (en), publié en 1911, suit le parcours de trois militantes par l'entremise d'une campagne de la Women's Social and Political Union.

### Musique
- Suffragette City, de David Bowie.
- Jet (Suffragette), de Paul McCartney.
- Suffragettes BB, d'Indochine.
- Suffragette, de Nina Gordon.
- La chanteuse Pink chante Wild Hearts Can't Be Broken en 2019 en l'honneur de ces femmes.

### Sources et bibliographie

#### En français
- Françoise Barret-Ducrocq, Le mouvement féministe anglais d’hier à aujourd’hui, Paris, Éditions Ellipses, 2000, 160 p. (ISBN 978-2-7298-5950-3)
- Geneviève Vaillancourt et Francis Dupuis-Déri, « Féministes et recours à la force politique : des suffragettes britanniques aux « casseuses » des Black Blocs », Françoise Stéréo, no 3,‎ mars 2015 (lire en ligne)
- Jill Liddington et Jill Norris, Histoire des suffragettes radicales : Le combat oublié des ouvrières du nord de l'Angleterre, Libertalia, coll. « Ceux d'en bas », 2018, 551 p. (ISBN 978-2-37729-037-6). Traduction de l'anglais One Hand Tied Behind Us. The Rise of the Women's Suffrage Movement.
- Antoine Capet, Churchill : Le dictionnaire. Paris : Perrin, 2018 (862 p.), Rubrique "Droit de vote des femmes et suffragettes", p. 284-288.

#### En anglais
- Brian Harrison, Separate Spheres : The Opposition to Women's Suffrage in Britain, Holmes & Meier Publishers Inc., 1978, 274 p. (ISBN 978-0-415-62336-0, lire en ligne)
- Diane Atkinson, The Purple, White and Green : Suffragettes in London, 1906–14, Museum of London, 1992, 144 p. (ISBN 978-0-904818-53-6)
- Leah Leneman, A Guid Cause : The Women's Suffrage Movement in Scotland, Mercat Press, 1995, 320 p. (ISBN 978-1-873644-48-5)
- Elizabeth Crawford, The Women's Suffrage Movement : A Reference Guide, 1866–1928, Routledge, 1999, 800 p. (ISBN 978-1-84142-031-8)
- June Purvis et Sandra Stanley Holton, Votes For Women, Routledge, 2000, 312 p. (ISBN 978-0-415-21458-2, lire en ligne)
- June Purvis, Emmeline Pankhurst : A Biography, Routledge, 2002, 480 p. (ISBN 978-0-415-32593-6)
- Angela McPherson et Susan McPherson, Mosley's Old Suffragette – A Biography of Norah Elam, Lulu.com, 2011, 276 p. (ISBN 978-1-4466-9967-6)
- Anita Anand, Sophia : Princess, Suffragette, Revolutionary, Bloomsbury USA, 2015, 432 p. (ISBN 978-1-63286-081-1)